# 花卉市場

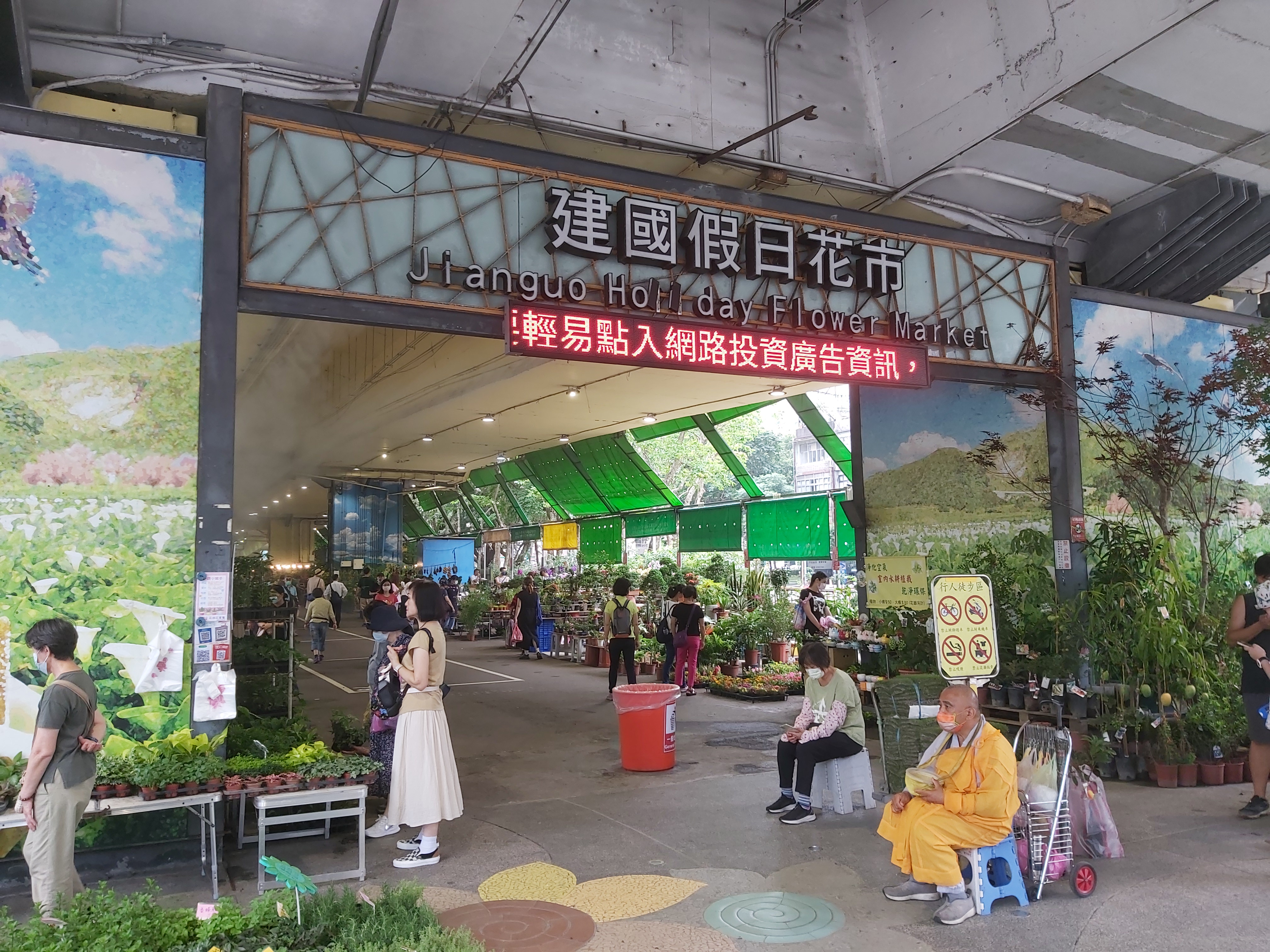
台北建國花市

花卉市場，又稱花市、花墟、花街，是售賣花卉、盆栽及各式園藝用品的專門集市。
台灣的花卉市場有台北建國花市、大里國光假日花市及高雄勞工公園假日花市等。香港主要的花卉市場則有旺角花墟。